# ミュージカルスクールSTAGE21
ミュージカルスクールSTAGE21（ミュージカルスクールステージツーワン）はミュージカル俳優、舞台俳優、ダンサー、歌手など舞台に関する人材を育成する日本のスクール。1988年4月創立。所在地は大阪府大阪市中央区内平野町 。

## 学科コース
- 本科・研究科（二年制）
- 単科（半年・一年制）
- 単科オープンクラス（チケット制）
- ユース科（中学生・高校生）

## 講師
2010年度
- 池田さやか
- 宇田三昭
- 太田聖二
- 小川珠絵
- 奥山賀津子
- 尾沢奈津子
- 要冷蔵
- 小鉢誠治
- 蔡暁強
- 佐々木辰寿
- 寒川久美子
- 鈴木健之亮
- 芹まちか
- 高見健次
- 柘植かすみ
- 辻戸香世子
- 中井敬二
- 中川誠
- 野村ゆみ
- 星すばる
- 矢上香織
- 山口陽子
- 山下透（特別講師）
- 桂春駒（特別講師）
- 白鷺まどか（特別講師）

## 卒業生・出身者
- 宇田三昭
- 山本カナコ(劇団☆新感線)
- 大枝律子
- 中橋敏彦
- 米倉利紀
- 大内厚雄(演劇集団キャラメルボックス)
- 稲葉貴子
- TETSUYA（Bugs Under Groove）
- 赤星正徳（sunday）
- 梅村美穂子
- 斉田美和
- 前原知佐子
- 山口奈緒美
- 金子昌代（劇団スイセイ・ミュージカル）
- 国分佐和子
- 石原絵里（大地真央企画）
- 樋口綾（大地真央企画）
- 植村花菜
- 平井智子（劇団スイセイ・ミュージカル）
- 南圭佑（劇団四季）
- 片山怜也（劇団四季）
- 平田綾（劇団四季）
- 原田樹里（演劇集団キャラメルボックス）
- 徳原宇泰（音楽座ミュージカル/Rカンパニー）
- 辻本真由美（音楽座ミュージカル/Rカンパニー）

## 公演
- 1989年「BIG TOMORROW」第1回卒業公演
- 1990年「中島みゆき作品集」第2回卒業公演
- 1997年「Hello！Birds」創立10周年記念公演　脚本：山路洋平/音楽：平吉毅州/ゲスト：茶川一郎、瀬戸内美八
- 2000年「迷子の天使たち」脚本：高橋由美子（高橋知伽江）/音楽：宮川泰、山下透/ゲスト：真織由季、神敏将
- 2003年「天国のラッパ」作曲：御﨑恵
- 2004年「エンドーラの夜明け」作曲：RICKO/出演：山口正義
- 2005年「カルメン」演出：長田麻里
- 2007年「チンチン電車と女学生」創立20周年記念公演　脚本：高橋知伽江/演出：山口正義/音楽：山下透/舞台美術：土屋茂昭